# 松江・米子 テレビ・FM放送所
松江・米子 テレビ・FM放送所（まつえ・よなご テレビ・エフエムほうそうじょ）は、島根県松江市の枕木山（まくらぎさん）と澄水山（しんじさん）に置かれているテレビ・FM放送の送信所である。枕木山のNHK鳥取米子中継局は域外中継局である。

## 放送区域
民放の地上デジタル放送におけるこの送信所の電波法に定める放送区域（1mV/m）は鳥取県境港市及び日吉津村の全域並びに島根県松江市、出雲市、安来市、雲南市、鳥取県米子市、大山町及び伯耆町の各一部、19万5496世帯である。
またNHKはそれぞれ松江放送局（親局）が鳥取県境港市の全域並びに松江市、出雲市、安来市、雲南市及び鳥取県米子市の各一部17万8660世帯で、鳥取放送局（米子中継局）が鳥取県境港市及び日吉津村の全域並びに鳥取県米子市、大山町、伯耆町、島根県松江市及び安来市の各一部、1万6836世帯である。
NHKは県域放送となっていることから、ここに置かれているNHK松江・鳥取のデジタルテレビはそれぞれ相手県に電波が飛ばないよう、指向性が設けられている。しかし松江と米子の電波事情もあり完全なものではないため、島根県安来市や松江市の中海沿岸、鳥取県境港市や米子市周辺ではNHK松江・鳥取両局が視聴でき、周辺のCATV局のうち、やすぎどじょっこテレビと中海テレビ放送（伯耆町有線テレビ放送のエリアも含む）に至ってはその両局の総合テレビをパススルー再放送するほどである（NHK総合の2局再放送）。

## 歴史
- 1959年（昭和34年）
  - 10月28日 - NHK松江放送局総合テレビ開局。
  - 12月15日 - 山陰放送テレビ（BSSテレビ）開局。
- 1962年（昭和37年）12月28日 - NHK松江放送局教育テレビ開局。
- 1969年（昭和44年）
  - 3月1日 - NHK松江放送局FMラジオ放送開局。
  - 12月15日 - 島根放送（TSK、1972年に山陰中央テレビジョン放送に改称）試験放送開始。（開局日）
- 1970年（昭和45年）4月1日 - TSK本放送開始。
- 1972年（昭和47年）9月22日 - 日本海テレビジョン放送（NKT）松江中継局開局。
- 1986年（昭和61年）10月1日 - エフエム山陰開局。
- 1998年（平成10年）11月26日 - NHK鳥取放送局総合テレビ米子中継局開局。
- 2005年（平成17年）11月15日 - 総務省より地上デジタル放送予備免許交付（NHK鳥取米子中継局を除く）。
- 2006年（平成18年）
  - 7月28日 - NHK鳥取米子中継局地上デジタル放送予備免許交付。
  - 8月1日 - 全局地上デジタル放送試験電波（PN信号のみ）発射開始。澄水山山頂で竣工式。
  - 8月25日 - 全局地上デジタル放送試験放送開始。これにより一般チューナーでの視聴が可能に（日中にフィラーでのみ）。
  - 9月1日 - 全局地上デシタル試験放送のアナログ放送とのサイマル放送開始。同時にワンセグ放送開始。
  - 9月28日 - 全局地上デジタル放送無線局免許状交付。
  - 10月1日 - 全局地上デシタル放送本放送開始。
- 2011年（平成23年）7月24日 - 正午をもってアナログでの通常の放送が終了し、24時までに停波して廃局となった。
- 2014年（平成26年）1月23日 - ジャパン・モバイルキャスティングがマルチメディア放送の中継局を設置
- 2016年（平成28年）6月3日 - ジャパン・モバイルキャスティングがマルチメディア放送の中継局を閉局

### 米子中継局
米子などの鳥取県西部地方は、もともと松江方面からの電波が届いていたこともあり、この松江局からの電波を受信する世帯が多かった。NHK鳥取総合・米子中継局は、もともと市内に置かれ、ほか周辺地域にも中小中継局が置かれていたが、米子などの受信状況を考慮し、これらの中小中継局を統合した上で、NHK松江の親局に併設する形で現在の米子中継局が開局した。民放は、全局が山陰両県をエリアとしているため、米子方面向けの特別の中継局は設けられていない。

域外中継局は、他にも下記が存在するが、詳細はこちらを参照。

## 施設
島根県を放送エリアとするNHK松江放送局の親局と、島根・鳥取両県をエリアとする民放局の親局並びに基幹中継局、さらには鳥取県米子市とその周辺に向けてのNHK鳥取放送局のテレビ放送中継局が置かれている。

### 枕木山
NHK鳥取のデジタル米子中継局、NHK松江のFM送信所、BSSのFM補完中継局が設置されている。

アナログ停波前は、VHF局（NHK松江・BSS松江本社送信所）とNHK鳥取のUHFアナログ米子中継局が設置されていた。

### 澄水山
NHK鳥取およびNKTを除くデジタル全局とFM山陰の松江本社送信所ならびにNKT松江基幹中継所が設置されている。
アナログ停波前は、アナログUHF局（NKT松江基幹中継所・TSK松江本社送信所）が設置されていた。

## 送信施設概要

### 地上デジタルテレビジョン放送
- 枕木山:島根県松江市邑生町字庄ヶ谷
- 澄水山:島根県松江市島根町加賀4757番地12号

| ID                                     | 3桁                 | 放送局名              | コールサイン       | 物理ch | 空中線電力 | ERP   | 放送対象地域   | 放送区域内世帯数 | 設置場所 | 局名表記 （×はマルチ編成の番号） | 特殊ch 局名表記       | ワンセグ 局名表記      |
| -------------------------------------- | ------------------- | --------------------- | ------------------ | ------ | ---------- | ----- | -------------- | ---------------- | -------- | -------------------------------- | --------------------- | ---------------------- |
| 1                                      | 011 012 013 014 611 | NKT日本海テレビ       | （松江基幹中継局） | 41     | 1kW        | 6kW   | 鳥取県・島根県 | 195,496世帯      | 澄水山   | 日本海テレビ×                    | 014：日本海テレビ臨時 | 日本海テレビ携帯       |
| 2                                      | 021 022 023 621     | NHK松江教育テレビ     | JOTB-DTV           | 19     | 1kW        | 8.5kW | 全国           | 178,660世帯      | 澄水山   | NHKEテレ×松江                    |                       | NHK携帯2               |
| 3                                      | 031 032 631         | NHK松江総合テレビ     | JOTK-DTV           | 21     | 1kW        | 8.5kW | 島根県         | 178,660世帯      | 澄水山   | NHK総合×・松江                   |                       | NHK携帯G・松江         |
| 2                                      | 021 022 023 621     | NHK鳥取教育テレビ     | （米子中継局）     | 20     | 100W       | 3.3kW | 全国           | 16,836世帯       | 枕木山   | NHKEテレ×鳥取                    |                       | NHK携帯2               |
| 3                                      | 031 032 631         | NHK鳥取総合テレビ     | （米子中継局）     | 26     | 100W       | 3.2kW | 鳥取県         | 16,836世帯       | 枕木山   | NHK総合×・鳥取                   |                       | NHK携帯G・鳥取         |
| 6                                      | 061 062 268 661     | BSS山陰放送           | JOHF-DTV           | 45     | 1kW        | 5.9kW | 島根県・鳥取県 | 195,496世帯      | 澄水山   | 061：BSSテレビ 062：BSSテレビ2   | 268：Gガイド          | BSSテレビ携帯          |
| 8                                      | 081 082 681         | TSKさんいん中央テレビ | JOMI-DTV           | 43     | 1kW        | 6kW   | 島根県・鳥取県 | 195,496世帯      | 澄水山   | さんいん中央テレビ×              |                       | さんいん中央テレビ携帯 |
| ※全局2006年（平成18年）10月1日放送開始 |                     |                       |                    |        |            |       |                |                  |          |                                  |                       |                        |

- 全局が澄水山（しんじさん）に送信所を置いた。アナログUHF各局がここにあったことから決められた。
- NKTの親局は鳥取県内にある。
- NHK鳥取教育テレビはデジタル新局。
- 鳥取県および島根県のリモコンキーIDについては、1・3は鳥取県のアナログテレビのパターンに従った。このため、富山県とはリモコンキーID・チャンネル数とともに全く同一パターン。

### 地上アナログテレビジョン放送
- 枕木山:島根県松江市枕木町487番地
- 澄水山

TSK:島根県松江市上本庄町字小屋谷2331番地
NKT:島根県松江市福原町903ツ16番地
| 送信ch                                     | 放送局名                   | コールサイン | 空中線 電力         | ERP                   | 放送対象地域   | 放送区域内世帯数 | 設置場所 |
| ------------------------------------------ | -------------------------- | ------------ | ------------------- | --------------------- | -------------- | ---------------- | -------- |
| 6+                                         | NHK松江総合テレビ          | JOTK-TV      | 映像1kW /音声250W   | 映像11kW /音声2.8kW   | 島根県         | 約184,000世帯    | 枕木山   |
| 10                                         | BSS山陰放送 松江本局       | JOHF-TV      | 映像1kW /音声250W   | 映像10.5kW /音声2.6kW | 島根県・鳥取県 | -                | 枕木山   |
| 12                                         | NHK松江教育テレビ          | JOTB-TV      | 映像1kW /音声250W   | 映像7.9kW /音声2kW    | 全国           | 約148,000世帯    | 枕木山   |
| 30+                                        | NKT日本海テレビ            | 松江中継局   | 映像10kW /音声2.5kW | 映像74kW /音声18.5kW  | 島根県・鳥取県 | -                | 澄水山   |
| 32+                                        | NHK鳥取総合テレビ          | 米子中継局   | 映像1kW /音声250W   | 映像43kW /音声10.5kW  | 鳥取県         | 約80,000世帯     | 枕木山   |
| 34+                                        | TSK山陰中央テレビ 松江本局 | JOMI-TV      | 映像10kW /音声2.5kW | 映像68kW /音声17kW    | 島根県・鳥取県 | -                | 澄水山   |
| ※6ch、30ch、32ch、34chはオフセット+10kHz局 |                            |              |                     |                       |                |                  |          |

### FMラジオ放送
- 枕木山:島根県松江市枕木町487番地
- 澄水山:島根県松江市上本庄町字小屋谷2331番地

| 周波数（MHz） | 放送局名                  | コールサイン | 空中線電力 | ERP    | 放送対象地域   | 放送区域内世帯数 | 設置場所 |
| ------------- | ------------------------- | ------------ | ---------- | ------ | -------------- | ---------------- | -------- |
| 77.4          | V-airエフエム山陰松江本局 | JOVU-FM      | 500W       | 1.25kW | 島根県・鳥取県 | -                | 澄水山   |
| 84.5          | NHK松江FM放送             | JOTK-FM      | 500W       | 2.3kW  | 島根県         | 約160,000世帯    | 枕木山   |
| 87.1          | BSS山陰放送松江FM         | -            | 500W       | 2.1kW  | 島根県・鳥取県 | 約202,000世帯    | 枕木山   |

- エフエム山陰はTSKの施設を間借りしている。